# Igreja Evangélica Luterana da República do Chile
A Igreja de Confissão Luterana do Chile (em espanhol: Iglesia Luterana Confesional de Chile (ILC-CHILE)) é uma igreja luterana localizada no Chile e filiada ao Concílio Luterano Internacional (ILC).
Foi fundada no ano de 1992 como uma cisão da Igreja Evangélica Luterana da Argentina (IELA), e atualmente, conta com aproximadamente 170 membros batizados, em uma única congregação. A região chilena recebe muitas missões de luteranos da Igreja Evangélica Luterana do Brasil (IELB).